# Wonderland (The Charlatans)
Wonderland è il settimo album in studio del gruppo musicale alternative rock britannico The Charlatans, pubblicato nel 2001.

## Tracce
1. You're So Pretty – We're So Pretty – 4:44
2. Judas – 4:04
3. Love Is the Key – 4:28
4. A Man Needs to Be Told – 4:33
5. I Just Can't Get Over Losing You – 4:54
6. The Bell and the Butterfly – 4:17
7. And If I Fall – 5:18
8. Wake Up – 5:10
9. Is It in You? – 4:45
10. Ballad of the Band – 5:56
11. Right On (Bonus track UK) – 4:22
12. Love to You (Bonus track UK) – 4:54

## Formazione
- Tim Burgess - voce, armonica
- Mark Collins - chitarre
- Tony Rogers - mellotron, organo, piano, cori
- Martin Blunt - basso
- Jon Brookes - batteria
- Ged Lynch - percussioni (2,3,8,10)
- Stacy Plunk - cori (3,4,9)
- Yvonne Marx - cori (3,10)
- Daniel Lanois - pedal steel guitar (4)
- Jim Keltner - percussioni (4,12)